# Гросольберсдорф
Гросольберсдорф (нім. Großolbersdorf) — громада в Німеччині, розташована в землі Саксонія. Входить до складу району Рудні Гори.
Площа — 22,61 км2. Населення становить 2773 ос. (станом на 31 грудня 2020).